# LOGO
LOGO（ロゴ）は、教育向けとして設計されたマルチパラダイムのコンピュータプログラミング言語である。しばしば簡易言語だと誤解されていることもあるが、再帰なども扱える言語としての機能、リストなどのデータ構造や、I/O・ファイルなどの一般的な機能を持ったライブラリなど、簡易言語ではなく、十分な能力を持ったプログラミング言語である。特徴的な機能としては「タートルグラフィック」がある。
1967年、教育（特に構成主義および構築主義学習）のために開発された。名称はギリシャ語の logos （言葉）に由来する。（現代ではいささか想像しにくくなったことであるが）当時代表的な既存言語であったFORTRANや、その影響を受けた言語がもっぱら数値計算を指向したものであったのに対し、「言葉」で操作する言語であるといったようなことを強調したものである。多くの計算機科学の概念を教えるのに使うことができ、例えばカリフォルニア大学バークレー校の講師ブライアン・ハーヴェイは3巻の著書 Computer Science Logo Style にまとめている。
コンピュータの使用を通じた児童の思考能力の訓練を目的としており、主に8歳から12歳の児童にも扱い易いよう配慮された豊富なグラフィック関連のコマンドが特徴である。主な使用者は学生、教師が想定された。

## 歴史
1967年、マサチューセッツ州ケンブリッジにある研究機関 Bolt, Beranek and Newman (BBN) にて、Wally Feurzeigとシーモア・パパートが開発した。人工知能、数理論理学、発達心理学の成果を基盤としている。最初の4年間は、BBNにてLOGO開発とLOGOによる教育の研究が行われた。
最初のコンセプトは1966年にシーモア・パパート、Wally Feurzeig、ダニエル・G・ボブロウの間で交わされた議論によって生まれ、パパートが本質的な機能の詳細を設計し、ボブロウがプロトタイプの実装を行った。シンシア・ソロモン、リチャード・グラント、フランク・フレイジャー、ポール・ウェクセルブラットも開発に貢献した。LOGOの初期の公開バージョンは「Ghost」という名前で、PDP-1のLISPで書かれた。
目標は子どもが単語や文で遊べる数学の遊び場を作ることだった。LOGOの設計では、ハードルが低く使いやすいことと、エラーの原因がわかりやすいことが重視されている。タートル（亀）を採用したのは、視覚的フィードバックが即座に得られ、デバッグを即座に行えるからだった。
LOGOで操縦可能な亀のロボットがMITで作られたのは1969年のことであり、それ以前から画面上で動作する仮想的なタートルが存在していた。現代のLOGOも、その最初のタートルの基本コンセプトからそれほど変わっていない。最初の亀ロボットは有線式であり、ラジコンあるいは無線操縦ではなかった。後にBBNはIrvingという亀ロボットを開発しており、それは触角センサを持ち、前進、後退、回転といった動きができ、ベルを鳴らす機能も備えていた。1968年から69年にかけて、マサチューセッツ州レキシントンの中学校で1年間かけたLOGO教育が実施されている。仮想的なタートルや亀ロボットを最初に教育に取り入れたのは同じレキシントンの小学校（5年生）で、1970年から71年にかけてのことである。

## タートルグラフィックス

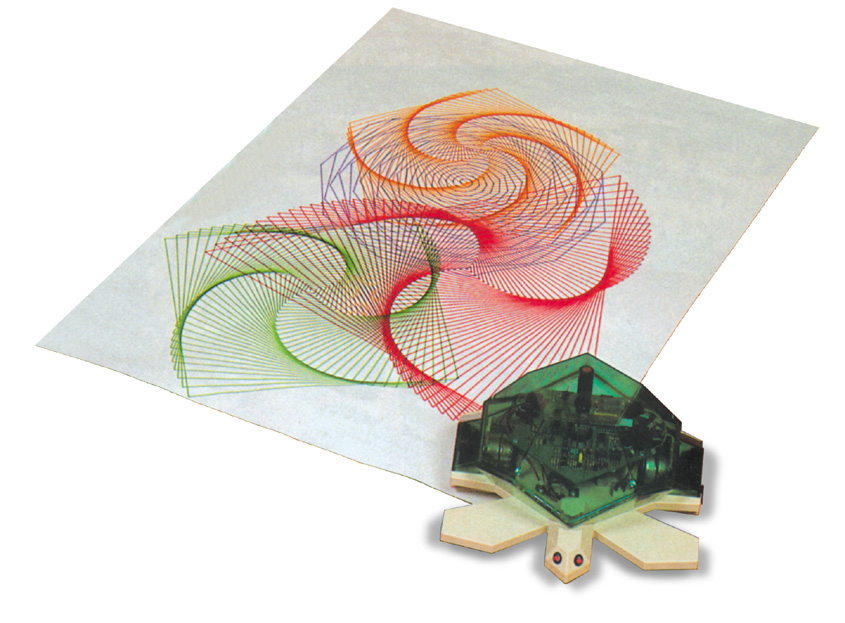

LOGO最大の特徴はタートルであり、画面上のカーソルで表され（タートルと呼ばれるようになったのは、先述の亀のロボットから）、それに動きと線描を命令することができ、プログラムに基づいて線で描かれたグラフィックスを生成できる。三角形または亀の形で表されることが多い（実際にはどんなアイコンでもよい）。シーモア・パパートがLOGOにタートルグラフィックスを追加したのは1960年代末ごろで、パパート自身が開発した亀ロボットに上げ下げ可能なペンを装着させて描画できるようにしたことからである。
やはり現代からは想像が難しいことであるが、1960年代にはCRTによるラスタースキャンディスプレイ自体は存在していたものの、コンピュータグラフィックスの出力先としてはあまり一般的で実用的なものではなかった（たとえば、フレームバッファに必要なメモリの容量と帯域幅は当時のコンピュータの性能では非現実的であった）。当時、グラフィックの一般的な出力方式としては、プロッターやベクタースキャンディスプレイであり、いずれも「デカルト座標」的に (x, y) の絶対値ないし相対値で指定するものであった。
そのような描画方式のほうが便利なこともあるが、正多角形や渦巻きなど、自然に再帰的あるいは繰返しになっているものを、そのまま自然に再帰あるいは繰返しによって描く、という操作にはあまり向いていない。
それに対しタートルでは、命令は常にその時点での状態から、相対的に作用する。すなわち、タートルは命令を受けるとその時点の位置と向きを起点として動作し、例えば LEFT 90 と命令すれば左に90度回転する。子供は、自己と一体化しやすいタートルを操作してその軌跡を図形として描いたり色を塗ったりして楽しむ事が簡単に出来る。パパートはこれを body-syntonic reasoning（身体同調性推論）と呼んだ。特に複数のタートルを同時に操作可能なLOGO実装では、タートル（カーソル）の見た目の再定義や、タートル同士の当たり判定ができるようになっていて、ビデオゲーム用語でいういわゆる「スプライト」のように使うことができるものもある。
「最終参照座標」といったようなものがある、タートル的な描画システムはごくありふれたものだが（例えばSVGのpath要素による描画など）、一例としては、L-systemの図形を描画するFractintというプログラムは、内部でタートルへのコマンドという形で描画を表現している。

## 言語
大文字と小文字は区別しないが、出力では大文字/小文字を保持する。標準規格は存在しないが、UCBLogoが高く評価されている。教育用言語ではあるが、リスト処理能力の高さから実用的なスクリプトが非常に書きやすくなっている。

### データ
UCBLogoには次の3種類のデータ型がある。
- ワード（LISPのatomに相当）
- リスト（LISPのconsに相当）
- 配列

数はワードの特殊ケースと解釈される。
静的型付けではなく、データ型は実行によってチェックされる。
次の2つの記号は重要な意味を持つ。
- コロン (:) は「-の中身（値）」を意味する。これは変数が実際にはメモリの特定の位置を示していると児童に意識させるのに役立つ。
- ダブルクオート (") は「そのワードをそれ自身として評価する」あるいは「それを評価した後の値はそれ以前と同じである」を意味する。他のプログラミング言語ではダブルクオートは引用符として2つを組みにして使うが、LOGOではそのような対応付けがない。

数はその点で特別であり、本当はダブルクオート付きで書く必要があるが、2 も "2 も同じに扱われる。
変数への代入（例えば、x := y + 3）は、LOGOではmakeコマンドで行う。例えば、以下の2つの文は等価である。
```
make "x sum :y 3
make "x sum :y "3
```

makeは2つのパラメータをとり、この例での2つ目のパラメータは sum :y "3 である。sum は2つのパラメータをとる演算 (operation) であり、2つのパラメータの和を計算する。"3 を評価すると 3 となり、:y は y と呼ばれるものの中身をとる。その結果、両者を加算した和が数として得られる。
make は第二パラメータを評価した結果を第一パラメータに格納する。プログラミングの観点から言えば、makeの第一パラメータは参照渡しで、第二パラメータは値渡しである。

#### スコープ
通常は変数を使用前に宣言せず、変数スコープは大域的である。
local と宣言した変数のスコープは、宣言したプロシージャおよびそのプロシージャを呼び出す任意のプロシージャに限定される（動的スコープの一種）。入力（引数）のあるプロシージャでは、実引数（アーギュメント）の値を保持するローカル変数が生成される（仮引数（パラメータ））。

#### リスト
LISPと同様のリストがあり、主要なデータ構造として頻用される。配列も用意している。
- ワード列をリストに変換する演算、リスト群を配列に変換する演算、および逆の演算が存在する。
- リストは配列とは異なり無限に拡張可能という利点がある。first, butfirst, last, butlast, butmember, member, item といった演算でリストからデータを取り出すことができる。データ要素をリストに追加する場合は、fput または lput という文を使う。
- リストはキューとして扱うこともでき、そのための queue と dequeue という演算がある。また、スタックとして扱うための push と  pop という演算もある。
- リストを処理する際はループではなく再帰を使うのが自然である。

#### 制御構造コマンド
LOGOには、if文、while文、do-while文、回数指定のループといった、いくつかの一般的制御構造を備えている。一般にLOGOではループよりも再帰を好んで使用する。
また、リストベースの制御構造もある。基本的な考え方は次のように2つのリストを使う。
```
OPERATION [ コマンドのリスト ] [ データのリスト ]
```

そうすると、コマンド群がリストの個々のアイテムに適用される。MAP, APPLY, FILTER, FOREACH, REDUCE, CASCADE といったテンプレートコマンドがある。テンプレート反復は、explicit-slot、named-procedure、named-slot（またはLambda）、procedure-text の4種類に分類される。

#### 属性リスト
属性リストは特殊なリストで、奇数番目のアイテムは属性名、偶数番目のアイテムは属性値となっている。属性リストを操作するコマンドとして以下の3つがある。
- pprop :listname :name :value - 新たなペアをリストに追加する。
- remprop :listname :name :value - リストから指定したペアを削除する。
- show gprop :listname :name - 指定した属性名に対応する属性値を取得する。

### I/O
コマンドウィンドウ（出力ストリーム）にテキストを書き込むには print コマンドを使い、グラフィックスウィンドウにテキストを出力するには label コマンドを使用する。
キーボードからの通常の入力ストリームから入力を受け付けるコマンドとして、readlist、readword、readchar がある。入力ストリームはディスク上のファイルなどから入力するよう切り換えることができる。同様に出力もリダイレクト可能である。

### 構文
コマンドは1行または複数行で書かれる。多くのコマンドには短縮形があり、例えば FORWARD は FD、RIGHT は RT と短縮できる。これは児童のタイピングの手間を省くという意味がある。セミコロンから行末まではコメントとして無視される。
```
; 辺の長さが100の正方形を描画
FORWARD 100
LEFT 90
FORWARD 100
LEFT 90
FORWARD 100
LEFT 90
FORWARD 100
LEFT 90
```

```
FD 100 RT 120 FD 100 RT 120 ; 三角形の描画
FD 100 RT 120
```

LOGOでの Hello world プログラムは次のようになる。
```
print [Hello World]
```

### ループ
ループ用コマンドは3種類ある。その1つが REPEAT で、次の例は正方形を描画する。
```
REPEAT 4 [FD 100 LEFT 90]
```

この場合、FD 100 LEFT 90 というコマンドを4回実行する。近似的に円を描くには、REPEAT 360 [FD 1 RIGHT 1] のように1度ずつ回転して1単位だけ描画するコマンドを360回反復すればよい。ループは入れ子可能であり、次のようなちょっとしたコードで面白い図形を描画できる。
```
REPEAT 36 
[RT 10 REPEAT 360 [FD 1 RT 1]]

FD 25
RT 90
```

次もループの入れ子の例である。
```
REPEAT 36 [REPEAT 4 [FD 100 RT 90] RT 10]
```

### ペン
タートルは、その尻尾にペンをつけた形のアナロジーで使われることが多い。タートルのペンは上げ下げでき、次のように破線を描くことができる。
```
FD 20 ; 直線を描きつつタートルが移動する
PENUP ; ペンを持ち上げる。そのため描画されなくなる
FD 20 ; 移動するが、線は描かれない
PENDOWN ; ペンを下ろすので、再び描画されるようになる
FD 20 ; 直線を描きつつタートルが移動する
PENUP ; ペンを持ち上げる。そのため描画されなくなる
FD 40 ; 移動するが、線は描かれない
PENDOWN ; ペンを下ろすので、再び描画されるようになる
RT 20 ; 右（時計回り）に20度回転
```

LOGOの設計は「しきいは低く、天井はない」(low threshold and no ceiling) という精神で貫かれており、初心者にとってはとっつきやすいが熟練したユーザーが使えば高度なこともできる。アニメーションを行うには図形を描画し、それを消去する機能を必要とする。タートルのアナロジーでは、タートルが描画だけでなく消去もできなければならない。UCBLogoでは PENERASE (PE) というコマンドで既に描かれているものをタートルが消去することができる。その状態でFDコマンドを使えば、タートルが通った跡に沿って既に描画されていたものが消去される。再び描画状態にするには PENPAINT (PPT) コマンドを使用する。

### 手続き
- command - 何らかの副作用があるが、値は返さない。例えば print
- operation - 値を返す。例えば、sum、first、readlist など。

commandはPascalにおいて値を返さない「プロシージャ」に似ており、operationはPascalにおいて値を返す「関数」に似ている。コマンドとクエリの分離 (CQS) で言えば、LOGOのoperationはクエリに相当する。LISPに似た慣習として、返す値がtrueまたはfalseに限定されているoperationを述語 (predicate) と呼び、慣習として名前の最後にpをつける。例えば、emptyp、wordp、listp などがある。

#### プロシージャ

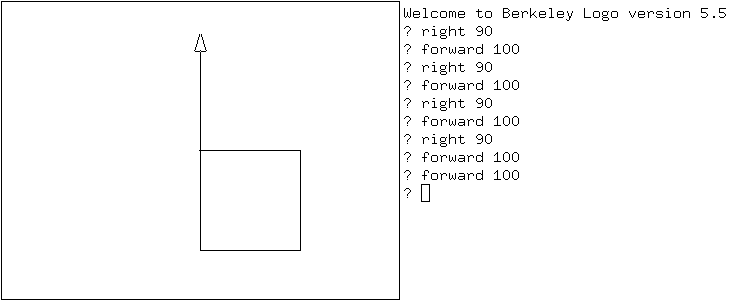
Basic Chair

プロシージャは、TOとENDで囲まれたコードで次のように定義できる。
```
TO CHAIR  REPEAT 4 [FD 100 RT 90]  FD 200  END
```

LOGOではEDALLなどのコマンドでエディタを呼び出すことができる。エディタではプロシージャを複数行で記述でき、完了の後に解釈される。
```
EDALL

TO CHAIR
REPEAT 4 [FD 100 RT 90]  FD 200
END
```

新たに定義したプロシージャは名前に対応するワード（上記の例ではCHAIR）としてセーブされるが、LOGOのセッションが終了すると忘れられてしまう。上の例の場合、プロシージャを定義した後は CHAIR と入力すれば REPEAT 4 [FD 100 LEFT 90] FD 200 というコードが実行される。つまり CHAIR というワードはコマンドのように使うことができ、例えば REPEAT 4 [CHAIR] とすれば CHAIR の操作が4回反復される。
```
EDALL ; エディタモードに入り、その後実際のプロシージャを記述する

TO ERASECHAIR
PE
BK 200 REPEAT 5 [FD 50 RT 144]
PPT
END
```

```
CS CHAIR WAIT 200 ERASECHAIR
```

CSはグラフィックスウィンドウをクリアするコマンド、WAITは指定した時間だけ待つコマンドである。次のようにすればアニメーションが可能となる。
```
CS REPEAT 20 [CHAIR WAIT 200 ERASECHAIR FD 20]
```

### プロシージャ呼出

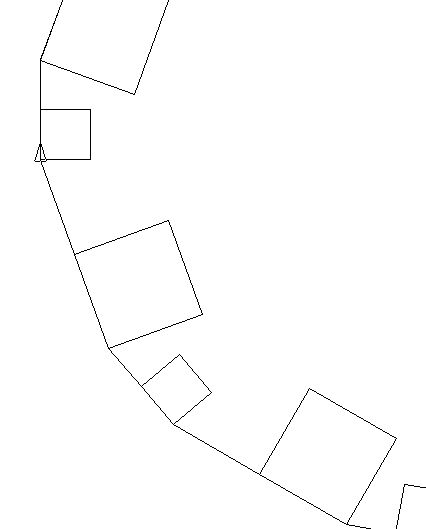
例によって描かれるパターン

LOGOではプロシージャに追加情報を渡し、プロシージャが情報を返すことができる。追加情報を使用するプロシージャは、定義の際にそれらに名前をつける。その場合、名前の前のコロンをつける。情報は値渡しであり、コロンは「-の値」を意味する。次の例のように CHAIR 200 という形でプロシージャを呼び出せば、:thesize に200という値がセットされ、FD :thesize とすることで、FDに対して200という値を指定して実行することになる。
```
EDALL ;
TO CHAIR :thesize
REPEAT 4 [FD :thesize RT 90]
FD :thesize
END
CS
REPEAT 9 [CHAIR 50 RT 20 CHAIR 100 WAIT 50 RT 20]
```

### その他
数式は前置記法が基本であり、sum :x :y, product :x :y, difference :x :y, quotient :x :y のように記述する。中置記法も可能である。
キーワードについての説明はhelpコマンドで表示できる。その際キーワードの前にダブルクオートが必要である。

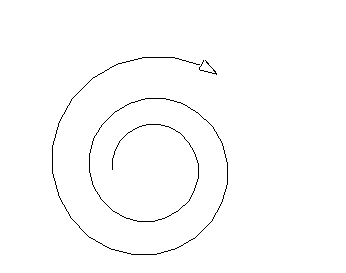
再帰で描いた螺旋

LOGOは再帰呼び出しが可能であり、プロシージャの定義内でそのプロシージャ自身を呼び出せる。
```
to spiral :size
   if  :size > 30 [stop] ; 脱出条件
   fd :size rt 15        ; 本体処理
   spiral :size *1.02    ; 再帰呼び出し（引数は中置記法の数式）
end

spiral 10
```

再帰と描画機能によって、コッホ曲線やヒルベルト曲線、二分木などといった再帰的な図形を自然に描くことができるのもLOGOの大きな特徴である。教育としては、子供に思い思いの図形を定義させ、図形に潜んでいる規則性に気づかせるというような指導が行われている。
原設計者たちが英語話者であったため、英語ベースで設計されたが、他言語をベースとしたコマンドへの置き換えがさかんに行われている言語でもある。例えば日本語化されたコマンドを持つLOGOでは、FORWARDを「まえへ」、RIGHTを「みぎへ」などとしているものがある。

## 実装
2012年11月時点で、261の実装や方言があり、それぞれに特徴がある。その多くは歴史的なもので既に使われていないが、今も活発に開発されているものもある。
標準規格がないが、言語の中核的部分については大まかな合意が形成されている。それでも様々な方言があり、相互に完全な互換性がない。単にタートルグラフィックスの描画プログラムをLOGOと呼んでいる場合があり、状況を混乱させている。
1980年代初頭から中ごろにかけて、Apple II用の Apple Logo やTI-99/4A用の TI Logo が発売され、初心者のプログラミング入門に最適と宣伝された。このころ欧米の小学校での教育によく使われ、LOGOの最盛期だったといえる。Apple Logo を開発したのはLCSIで、これ (LCSI Logo) が初期のLOGO実装として広く普及した。
今日ほぼデファクトスタンダードとされているのがブライアン・ハーヴェイの開発したUCBLogo (Berkeley Logo) である。フリーかつクロスプラットフォームの実装だが、GUIは初歩的なものしかなく、そのインタフェースを改良するプロジェクトがいくつかある。Microsoft Windows 向けに拡張したMSWLogoとその後継であるFMSLogoは、イギリス、オーストラリア、ギリシャの学校でよく使われている。製品として販売されているLOGOも学校でよく使われており、MicroWorldsやImagine Logoなどがある。
MSWLogoは複数のタートルを扱え、3Dグラフィックスを描画できる。またウィンドウインタフェースもサポートしており、GUIを通したI/Oも可能で、キーボードやマウスからのイベントを扱える。MSWLogo 6.5 では gifsave コマンドで簡単なGIFアニメーションも生成できる。
最近の実装では、数千ものタートルを同時に扱える。代表的な実装として、MITのStarLogoとCCL (Center for Connected Learning) のNetLogoがある。これを使って創発現象など、社会学、生物学、物理学などの分野の研究も行われている。
多くのLOGO実装は2Dグラフィックスしか扱えないが、Elicaなどは3Dグラフィックスをサポートしている。多くの実装はインタプリタだが、Elicaの作者はLhoghoというコンパイラも開発している。元々タートルは単純なロボットに対する操作をコンピュータ上で再現したものであるため、ロボット操作との親和性が非常に高く、実際にロボット制御ができる実装もある。例えば、Lego Technicsで作ったものをLOGOで操作するものとして、LCSI LOGO/LOGO WriterをベースにしたLOGO Writer ROBOTIQUE/Lego Logo/Lego TC LOGOも発売され、のちLego DactaとMITメディアラボが共同でCriket Logoを用いたCriketを開発している（レゴを後にMINDSTORMSとして発展させた際に、別の言語を採用、LEGOsheetsとなっている）。
オブジェクト指向的拡張を施した実装としてObjectLOGOなどがある。
LOGOを3次元グラフィックスに拡張した実装としてLogo3Dもある。
Javaで実装されたオープンソースのLOGOとして Daniel Azuma の開発したTurtleTracksがある。これは BSD Logo に拡張を施したもので、後に George Birbilis が .NET / J♯ で動かしたものもある。
E-Slate Logo はTurtleTracksにオブジェクト指向的プリミティブ (TELL, ASK, EACH, TELLALL) を追加して拡張したもので、こちらも開発は George Birbilis である。
日本で開発された、あるいは日本語版が発売されたLOGOとして以下の例がある。
- ドリトル (Dolittle) - ロゴ言語実行環境「ロゴ坊」を拡張したもの。厳密にはLogo言語から派生したオリジナル言語を用いる。
- FindOut - 旧福武書店が、ACCESSと共同で開発した教育用環境。
- GLOGO[※ 5] - 大阪電気通信大学が開発した3次元対応LOGO
- ロゴライター (LOGO Writer) - Logo Computer Systems Inc.によるLCSI Logo/LOGO Writerの、ロゴジャパン株式会社/株式会社ロゴコミュニティによる日本語版。海外ではMactintoshに、日本語MS-DOSベースではPC-9800シリーズ・FMR50/FMR60およびFM-TOWNSにも対応した。定期的に機関紙が発行されるなど、日本におけるLOGOブームの火付け役となった実行環境。のちにレゴの制御用LOGOであるLego Logoの日本では「レゴロゴコントロール Lego TC Logo」として、2とテクニカルレゴがセットでパッケージ販売された。現行バージョンは「ロゴライターWin 4」、公式にはWindows 7までサポートされているが、Windows 10でも（初期バージョンのロゴノート読込も含め）動作可能。
- Microworlds - LCSI Logoの株式会社エフ・シー・マネジメントによる日本語版。現行バージョンは「マイクロワールドEx」、Windows VistaからWindows 10までサポートされ、プラグインでWebブラウザでも表示できる。派生バージョンとしてEx Roboticsがある。他にMicroworlds Jr、Microworlds Pro。

## 影響
LOGOはプログラミング言語Smalltalkに大きな影響を与えた。オブジェクト指向がタートル・グラフィックスに起源を持つことはよく知られている。Smalltalkから派生したSqueakで書かれたプログラミング教育環境EtoysもLOGOの影響を強く受けている。
学習者の学習環境として思考の表現方法としては、そのEtoys、同じくSqueakで書かれたMITのScratch、カーネギーメロン大学のAlice、Elicaがその可能性を競い合っている。
LOGOはまた、Boxerの基盤言語でもある。Boxerはカリフォルニア大学バークレー校とマサチューセッツ工科大学の共同開発プロジェクトで、「リテラシーモデル」に基づくマイクロワールドの一種である。
KTurtleは、緩やかにLOGOに基づいた子供向けプログラミング環境であり、KDE上で動作するKDE Education Projectに含まれる。